# Lliga txeca de futbol femení
La Lliga Femenina Txeca és la lliga de futbol femení de primer nivell de la República Txeca. La lliga està dominada pels equips de Praga. L'equip guanyador, subcampió i tercer classificat de la lliga es classifica per a la Lliga de Campions Femenina de la UEFA.

## Història i format
Quan Txecoslovàquia es va dissoldre el 1993, també es van suspendre les competicions dels campionats de futbol femení de Txecoslovàquia.
La lliga va començar com una competició per a 12 equips, cadascun jugant dues vegades contra els altres equips.
L'any 2002, el nombre d'equips es va reduir a deu i després de la temporada regular es va seguir amb un playoff amb vuit millors equips. El 2006 es va abandonar el sistema i es va restablir una lliga de 12 equips.
Des de la temporada 2009-10, només vuit equips participaven a la lliga i després de la temporada regular es va celebrar un sistema de playoffs. En aquests dos grups de playoff, els lloc 1 a 4 es disputen el campionat i el grup de descens per als equips situats entre la 5a i la 8a posició. L'any 2010-11 nou equips van tornar a jugar només a doble volta.

## Campions
La llista de campionats està dominada per l'Sparta Prague:
| Temp.   | Campions           | Subcampions   | Tercers          | Màximes golejadores     | Club          |
| ------- | ------------------ | ------------- | ---------------- | ----------------------- | ------------- |
| 1993–94 | Sparta Prague (1)  |               |                  |                         |               |
| 1994–95 | Sparta Prague (2)  |               |                  |                         |               |
| 1995–96 | Sparta Prague (3)  |               |                  | Gabriela Chlumecká (41) | Sparta Prague |
| 1996–97 | Sparta Prague (4)  |               | Plzeň            |                         |               |
| 1997–98 | Sparta Prague (5)  |               |                  |                         |               |
| 1998–99 | Sparta Prague (6)  | DFC Prague    | Otrokovice       | Iveta Dudová (39)       | Otrokovice    |
| 1999–00 | Sparta Prague (7)  | Slavia Prague | Otrokovice       | Iveta Dudová (37)       | Otrokovice    |
| 2000–01 | Sparta Prague (8)  | Otrokovice    | DFC Prague 15    | Iveta Dudová (45)       | Otrokovice    |
| 2001–02 | Sparta Prague (9)  | Slavia Prague |                  | Iveta Dudová (31)       | Otrokovice    |
| 2002–03 | Slavia Prague (1)  | Sparta Prague |                  |                         |               |
| 2003–04 | Slavia Prague (2)  | Sparta Prague | Hradec Králové   |                         |               |
| 2004–05 | Sparta Prague (10) | Slavia Prague | Hradec Králové   | Iva Mocová (48)         | Sparta Prague |
| 2005–06 | Sparta Prague (11) | Slavia Prague | Otrokovice       |                         |               |
| 2006–07 | Sparta Prague (12) | Slavia Prague | Slovácko         |                         |               |
| 2007–08 | Sparta Prague (13) | Slavia Prague | Slovácko         |                         |               |
| 2008–09 | Sparta Prague (14) | Slavia Prague | Slovácko         |                         |               |
| 2009–10 | Sparta Prague (15) | Slavia Prague | Slovácko         |                         |               |
| 2010–11 | Sparta Prague (16) | Slavia Prague | Slovácko         | Petra Divišová          | Slavia Prague |
| 2011–12 | Sparta Prague (17) | Slavia Prague | Slovácko         | Petra Divišová          | Slavia Prague |
| 2012–13 | Sparta Prague (18) | Slavia Prague | Plzeň            | Petra Divišová (34)     | Slavia Prague |
| 2013–14 | Slavia Prague (3)  | Sparta Prague | Bohemians Prague | Petra Divišová (19)     | Slavia Prague |
| 2014–15 | Slavia Prague (4)  | Sparta Prague | Slovácko         | Lucie Martínková (23)   | Sparta Prague |
| 2015–16 | Slavia Prague (5)  | Sparta Prague | Slovácko         | Petra Divišová (24)     | Slavia Prague |
| 2016–17 | Slavia Prague (6)  | Sparta Prague | Slovácko         | Kateřina Svitková (26)  | Slavia Prague |
| 2017–18 | Sparta Prague (19) | Slavia Prague | Slovácko         | Kateřina Svitková (24)  | Slavia Prague |
| 2018–19 | Sparta Prague (20) | Slavia Prague | Liberec          | Andrea Stašková (32)    | Sparta Prague |
| 2019–20 | Slavia Prague (7)  | Sparta Prague | Plzeň            | Kateřina Svitková (23)  | Slavia Prague |
| 2020–21 | Sparta Prague (21) | Slavia Prague | Slovácko         | Lucie Martínková (37)   | Sparta Prague |
| 2021–22 | Slavia Prague (8)  | Sparta Prague | Slovácko         | Lucie Martínková (24)   | Sparta Prague |
| 2022–23 | Slavia Prague (9)  | Sparta Prague | Slovácko         | Marjolen Nekesa (14)    | Slavia Prague |
| 2023–24 | Slavia Prague (10) | Sparta Prague | Slovácko         | Marjolen Nekesa (23)    | Slavia Prague |
| 2024–25 | Slavia Prague (11) | Sparta Prague | Slovácko         | Kateřina Svitková (23)  | Slavia Prague |